# Breuningiana pulchra
Breuningiana pulchra – gatunek chrząszcza z rodziny kózkowatych i podrodziny zgrzypikowych. Jedyny przedstawiciel rodzaju Breuningiana.

## Zasięg występowania
Afryka Zachodnia i Środkowa, notowany w Gwinei, Sierra Leone,  Wybrzeżu Kości Słoniowej, Ghanie, Nigerii, Republice Środkowoafrykańskiej oraz w Demokratycznej Republice Konga.